# Tivat
Tivat je město v Černé Hoře, ležící u zálivu Boka Kotorska. Jedná se o významné turistické letovisko s množstvím hotelů. Je znám jako nejslunečnější město Boky kotorské.

## Poloha
Město se nachází na východním pobřeží Boky Kotorské, v její první části, kterou je Tivatský záliv. Východně od města se potom tyčí vrcholy Kalac (396 m n. m.), Popova glava (584 m n. m.), Kurilo (678 m n. m.), Velji grm (533 m n. m.) a Vrmac/Sv. Ilija, 765 m n. m.) Při pobřeží dále leží obce Donja Lastva a Opatovo, za nimiž se nachází soutěska Verige. Jižněji potom leží Župa, Mrčevac a Tivatsko polje. 

## Historie
V širší oblasti současného Tivatu se nacházela již ilyraská osada. 
Sídlo v místě dnešního Tivatu bylo založeno ve 14. století, kdy bylo nazýváno Teude, Theode a Theudo (podle pověsti proto, že zde měla sídlo ilyrská královna Teuta). Podle jiné teorie mohlo vzniknout podle latinského jména Theodotus. Zbytky řecké a římské osady u pobřeží a v moři dokazují, že místo bylo osídleno i v antice. Ve středověku patřila úrodná krajina okolo Tivatu aristokratům z Kotoru.

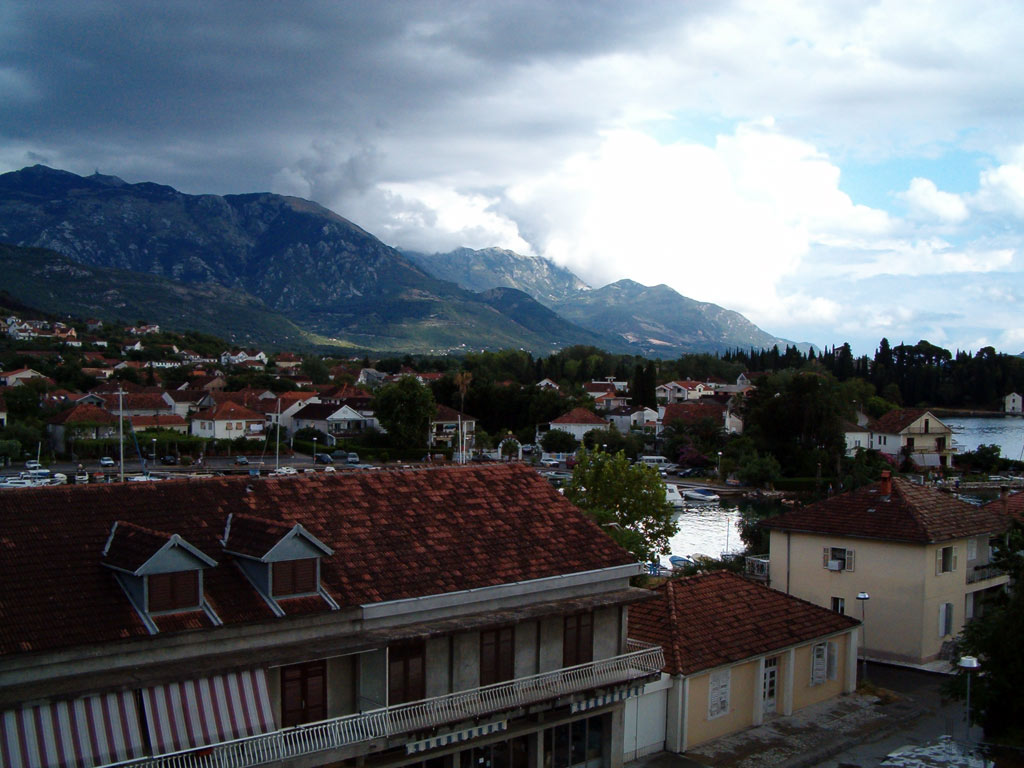
Pohled na hory za Tivatem

Na mapách druhého vojenského mapování z poloviny 19. století se Tivat vyskytuje pod názvem Teudo spolu s přiléhajícím Tivatským zálivem (italsky Baja di Teudo). Byl malou vesnicí, jejíž střed se nacházel na svahu nad současným středem města. 
Tivat se začal rozrůstat až na konci 19. století. Střed vesnice Crni Plat posloužil jako střed nového Tivatu. Roku 1889 zde byl zbudován válečný přístav a Tivat byl povýšen na město. Přístav, největší na černohorském pobřeží, zde byl činný až do roku 2007. Na konci století se objevuje také na mapách již pod slovanským názvem. Dále přibyla loděnice a cihelna.
V roce 1943 bylo město vzhledem k jeho významu pro námořní dopravu a vojenské loďstvo předmětem spojeneckého bombardování. Po válce bylo obnoveno. Po druhé světové válce byly místní dílny a loděnice známé pod názvem "Námořně-technický opravárenský závod Savy Kovačeviće.
Teprve v roce 1971 zde bylo vybudováno tivatské mezinárodní letiště.
Po roce 2000 se zde začala rozvíjet turistika a město začalo být atraktivní pro řadu Rusů a Arabů a mělo zde vzniknout i kasino. Původní zrušený vojenský přístav byl přestavěn na přístav pro luxusní jachty a existoval po nějakou dobu pod názvem Porto Montenegro. Díky velké míře investic zde byly v jednu chvíli nejvyšší platy v Černé Hoře.

## Obyvatelstvo
Podle sčítání lidu z roku 2011 žilo na území města Tivatu 13 630 obyvatel, kteří žili v 6 mísních částech (Lepetane, Lastva-Seljanovo, Tivat, Gradiošnica, Krašići a Krtoli).
Národnostní struktura
- Černohorci - 4 666 (33,25 %)
- Srbové - 4 435 (31,61%)
- Chorvati - 2 304 (16,42 %)
- neuvedli národnost - 1 275 (9,09 %)
- ostatní - 1 351 (9,09 %)

Náboženská struktura (dle údajů z roku 2003):
- pravoslavní - 8.907 (65,34 %)
- katolici - 3.106 (22,78 %)
- ostali - 460 (3,37 %)
- neopredijeljeni - 783 (5,74 %)
- ne vjeruju - 247 (1,81 %)
- nepoznato - 127 (0,96 %)

## Kultura a turistika

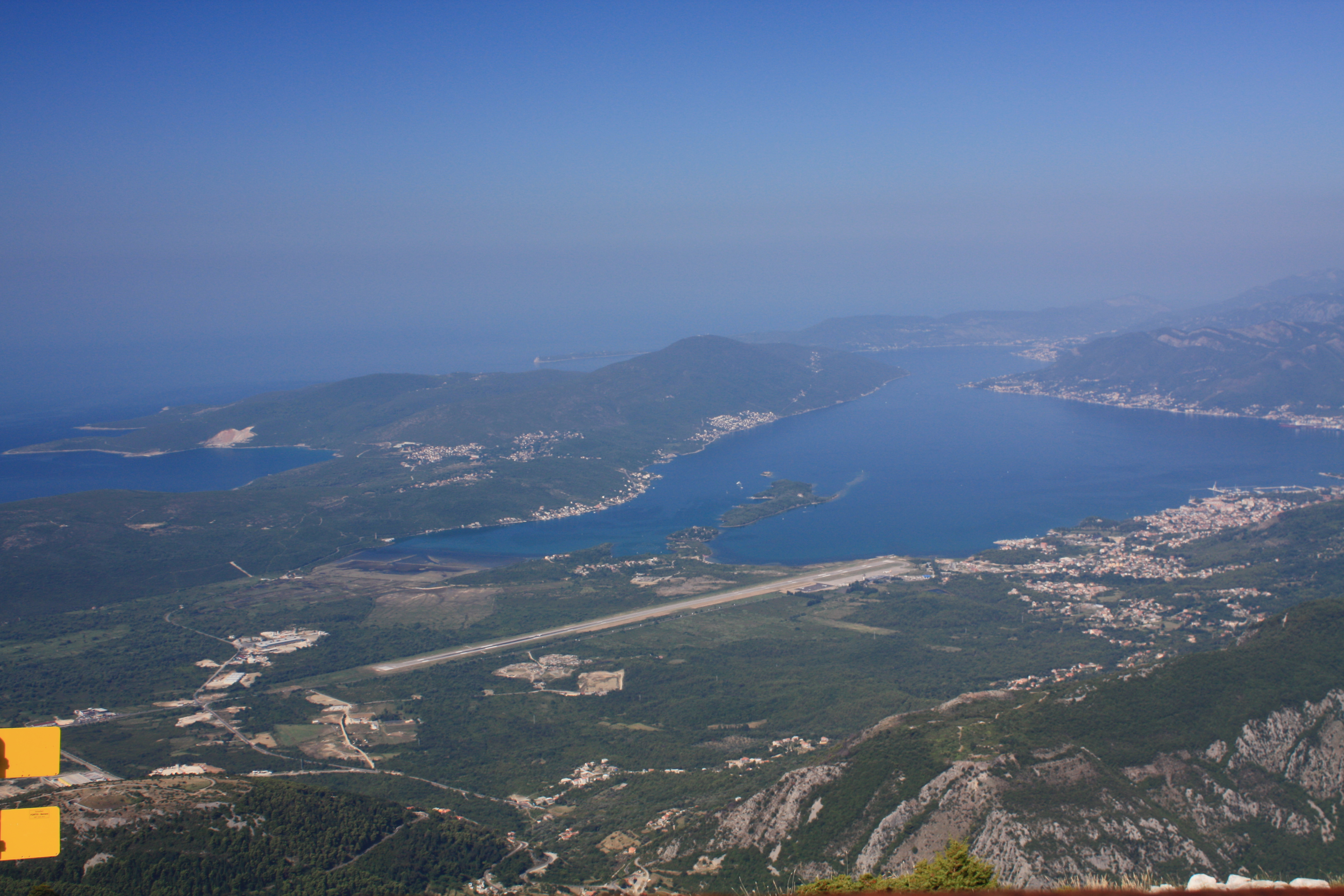
Pohled na mezinárodní letiště v Tivatu a okolí

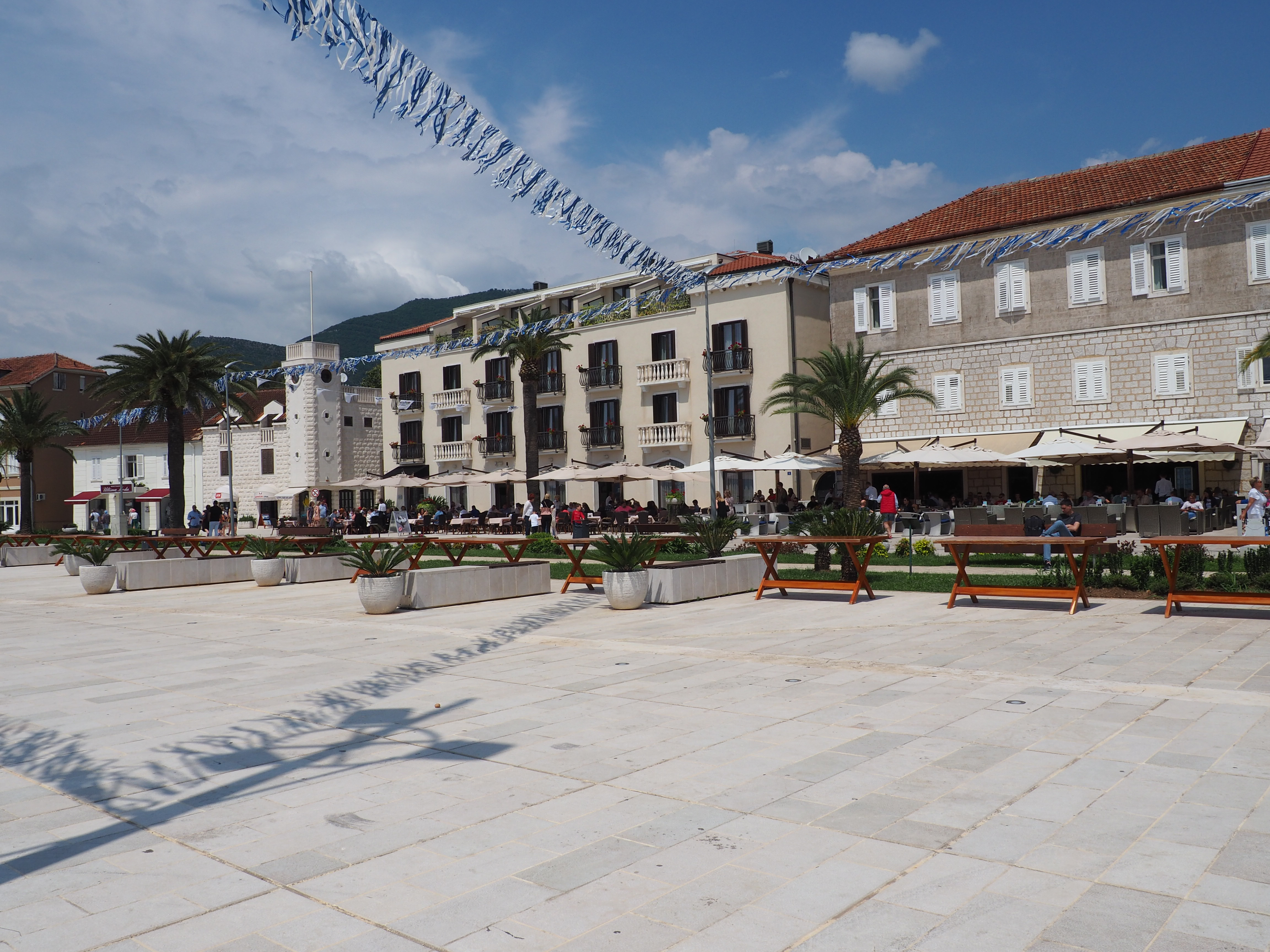
Střed města.

Především díky letišti se zde začal rozrůstat turistický ruch, oblíbenými se kromě samotného města staly i ostrůvky Sveti Marko a Prevlaka a dále do zátoky Pržno. Od roku 1892 se v Tivatu nachází přímořský park s četnými cizokrajnými rostlinami (nejvíc jich přivezli námořníci z tropických krajů[zdroj?]). Roste tam 130 druhů různých dřevin. Město má vlastní kulturní centrum, které sídlí v domě Gracije Petoviće.
V Tivatu stojí chrám sv. Sávy (pravoslavný), který byl budován od roku 1938 do roku 1967. Ve městě a blízkém okolí je množství malých kostelů převážně z 15. až 17. století, nejvýznamnější kostel, sv. Antonína, pochází ze 14. století.
Od roku 2018 se zde pravidelně koná Mezinárodní karneval Tivat, kde vystupují karnevalová sdružení z regionu bývalé Jugoslávie, ale i z širšího regionu.
Ve městě se nachází památník důstojníků válečného námořnictva, kteří v roce 1941 vyhodili do povětří torpédoborec Zagreb, aby nepadl do rukou okupantů.
Ve městě se též nachází obranná věž s kaplí (původně rodiny Baćů-Lukovićů) ze 16. století, která tvořila součást jejich sídla. Stojí zde také muzeum námořnictví (srbsky Nautički muzej).
V roce 2023 za prvních osm měsíců ve městě turisté uskutečnili milion přenocování. Navštívilo jej 122 tisíc turistů.

## Počasí
V lednu dosahují průměrné teploty vzduchu 7, 7 °C. Voda má v tuto dobu teplotu 13 °C. V červenci se rtuť teploměru vyšplhá až k 35 °C, průměr je 24, 1 °C a teplota vody činí kolem 24 °C.

## Tivatská riviéra
U města se nachází osm pláží. Přímo v jeho centru leží písčitá pláž Belane a v těsné blízkosti pláž Žua s cypřišovým a borovým hájem. Mnoho malých pláží tvoří břehy okolních ostrůvků Prevlaka a Sveti Marko.
Na pobřeží Tivatské zátoky se nacházejí další pláže. Nedaleko průlivu Verige se blízko majáku nachází 200 m dlouhá pláž Opatovo a u nedaleké osady Donja Lastva zhruba kilometrová pláž s moly.

## Doprava
Město je významné kromě přístavu především díky zmíněnému mezinárodnímu letišti. Prochází přes něj hlavní silnice přes černohorské pobřeží (bývalá jadranská magistrála).  Hlavní autobusové nádraží leží na sinici směrem k mezinárodnímu letišti mimo centrum města.
Zvažováno bylo i zavedení městské dopravy.

## Sport
Místní fotbalový tým nese název Arsenal Tivat.

## Partnerská města
- Alexin, Rusko